# Рівнопадіння
Рівнопадіння, рівнопадність (рос. равнопадаемость, англ. equal fall, нім. Gleichfälligkeit f) — явище падіння у реальному середовищі (повітрі, воді, суспензії) з однаковою швидкістю різновеликих частинок легкого і важкого матеріалів. Уявлення про Р. є теоретичною основою для гравітаційних процесів збагачення корисних копалин. Швидкості вільного падіння твердих зерен легкого і важкого матеріалів будуть однаковими, якщо співвідношення їх діаметрів обернено пропорційне співвідношенню ефективних густин у даному середовищі. Коефіцієнт Р. — це співвідношення діаметра зерна легкого матеріалу до діаметра зерна важкого матеріалу, при якому вони падають одночасно за даних умов вільного падіння.

## Коефіцієнт рівнопадіння
Коефіцієнт рівнопадання (РІВНОПАДНОСТІ) — відношення між розмірами двох мінеральних зерен з різною густиною, які падають у реальному середовищі (воді) з однаковою швидкістю:
Кр = d1/d2 = (ρ2 — ρc)/(ρ1 — ρc),
де: d1, d2 — лінійний розмір зерен, ρ1 та ρ2 — густина тих самих зерен, ρc — густина середовища. Вважається, за класичними поняттями, що для ефективного гравітаційного збагачення корисних копалин граничні значення крупності повинні мати співвідношення не більше за коефіцієнт рівнопадання.
Приклад: частинка вугілля з параметрами: δВ= 1500 кг/м3, dВ = 8 мм і частинка породи з параметрами δП = 1800 кг/м3, dП = 5 мм мають однакові швидкості руху.
Коефіцієнт рівнопадання частинок у стиснених умовах значно більший, ніж у вільних, що дозволяє розширити шкалу класифікації. Наприклад, для вугілля і породи у вільних умовах він дорівнює 3, а в стиснених умовах — 12.